# 名玄
名玄（めいげん）は、1976年に開業した、岡山県岡山市中区平井のうどん店である。「セルフうどん」形式の先駆店のひとつとして知られている。

## 歴史
創業者である平井芳和は、公認会計士を目指して大学に通っていたが、この時期に家業であった建材製造業の経営が悪化した。このため、芳和の父である覚は、「修行時間が短くてもできる」「現金商売であり、日銭が稼げる」「不特定多数を客とできる」商売を求めていた。また、覚は、実家の田地を幹線道路の造成のために半分売却しており、車での来客を見込める業種を探していた。こうした条件を満たすのがうどん店であったという。芳和は公認会計士試験に落ちたことを契機に、うどん店の経営に携わることとなった。「名玄」の店名は、地元の住職が考案した。
名玄は後発のうどん店であり、覚は、開業にあたり、1杯100円という低価格でうどんを提供することを厳命した。大学を卒業したばかりであった芳和は、人件費を節約するため、カウンター越しに料理を受け取る学生食堂に着想を得て、客に自分で麺を取ってゆで、だしを注いでもらうスタイルを考案した。これが現在のセルフうどんの原型であるという。また、このスタイルはアメリカのビュッフェにも影響を受けているという。開店準備は2か月でおこなわれ、麺が完成したのが開店2日前、つゆが完成したのが開店1日前のことだったという。
厨房の外に湯煎機を置く名玄の店舗設計は類のないものであり、開業前の点検に来た保健所職員は難色を示した。しかし、創業者の「名玄の湯煎機は、生肉を客が調理する、焼肉屋の鉄板と同様のものである」という主張にしぶしぶ納得したという。開業後も名玄の特殊な営業形態は客を困惑させ、「なぜ客がそのようなことをしないといけないのか」と怒り出す人もいた。
当初は客足が伸び悩んだものの、口コミが広がっていったこと、地元のテレビ番組に紹介されたことなどにより、店舗の知名度は向上していった。名玄開店の翌年には県内に新たなセルフうどん店が開業し、5年で同様の形式の店舗は50店舗以上にまで増えた。2022年現在は1日に1000人が来店する人気店となっている。

### セルフうどんの発祥について
名玄は自店を「セルフうどん発祥の店」として広報しており、地元テレビ番組や新聞で度々紹介されている。また、同店の申請により、名玄の創業日である10月8日は「名玄のセルフうどんの日」として日本記念日協会に登録されている。
一方で、香川県においては、名玄の創業以前から同様の形式の店舗が営業していたことが知られている。丸亀市で1966年に創業した「うどんの専門店です・四国」は当初からセルフうどん形式を採用していたほか、高松市で1968年に創業した「竹清」も同様の形式をとっていたという。また、1972年には県内に「サラリーマンの昼食仕様」としてのセルフうどん店が複数存在していた。